# Syncrude Canada
Syncrude Canada Ltd., fondée en 1964, est une entreprise canadienne spécialisée dans l'extraction, la transformation et la distribution de pétrole. Avec Suncor et Shell Canada, Syncrude Canada est l'une des grandes entreprises exploitant les sables bitumineux de l'Athabasca en Alberta.

## Description
L'entreprise est un consortium composé de Canadian Oil Sands Limited, L'Impériale ESSO (propriété d'ExxonMobil), Pétro-Canada, Nexen, ConocoPhillips, Mocal Energy et Murphy Oil. Seul Canadian Oil Sands Trust, dont c'est le seul investissement, est offert en bourse (TSX, code COS.UN).
Syncrude affirme produire 23 % de la demande énergétique du Canada. Le reste de sa production est essentiellement écoulée aux États-Unis.

## Historique
Syncrude est au départ, en 1964, un consortium de recherche. Le laboratoire est construit de 1973 à 1978. Vingt ans plus tard, le consortium passe en mode industriel, investissant des milliards dans des infrastructures de production : construction d'un nouveau site (Aurora) en 1998, et annonce du projet Upgrader Expansion 1 en 2006, destiné à augmenter sa capacité de production journalière de 100 000 barils par jour, ce qui donnerait un total de 360 000 barils par jour.
À ce jour, la pénalité la plus élevée par Environnement Canada a été imposée à Syncrude Canada, qui s’est vue forcée à payer 3 millions de dollars pour avoir versé illégalement dans l’eau une substance nocive qui a tué 1600 canards.